# Trégrom
Trégrom (bretonisch: Tregrom) ist eine französische Gemeinde mit 447 Einwohnern (Stand 1. Januar 2022) im Département Côtes-d’Armor in der Region Bretagne. Sie gehört zum Arrondissement Lannion, zum Kanton Plestin-les-Grèves und ist Mitglied des 2015 gegründeten Gemeindeverbands Lannion-Trégor Communauté. Die Bewohner nennen sich Trégromois(es).

## Geografie
Trégrom liegt rund 15 km (Luftlinie) südsüdöstlich der Kleinstadt Lannion im Norden der Bretagne an der Grenze zum Département Finistère.

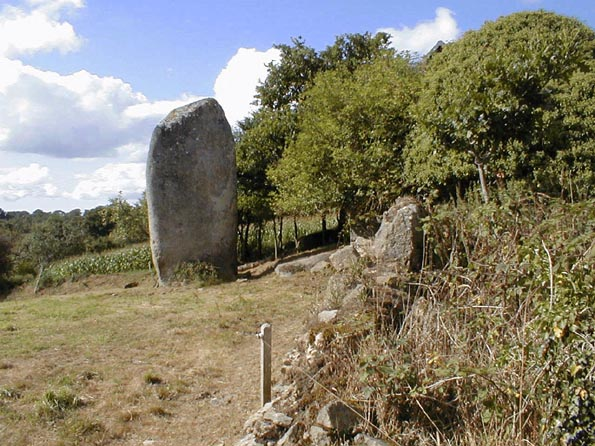
Der Men Bras, einer der Menhire von Keranscot

## Bevölkerungsentwicklung
| Jahr                       | 1793 | 1800 | 1806 | 1861 | 1866 | 1872 | 1876 | 1962 | 1968 | 1975 | 1982 | 1990 | 1999 | 2006 | 2012 |
| Einwohner                  | 1590 | 789  | 1265 | 1492 | 2024 | 1937 | 1520 | 701  | 628  | 577  | 521  | 483  | 449  | 394  | 402  |
| Quellen: Cassini und INSEE |      |      |      |      |      |      |      |      |      |      |      |      |      |      |      |

Die zunehmende Mechanisierung der Landwirtschaft und die zahlreichen Toten des Ersten Weltkriegs führten zu einem Absinken der Einwohnerzahlen bis auf die Tiefststände in neuerer Zeit.

## Sehenswürdigkeiten
Siehe Liste der Monuments historiques in Trégrom